# Atintanes
Atintanes (en griego antiguo: Ἀτιντᾶνες, romanizado: Atintánes, en latín: Atintanii) era una antigua tribu que habitaba en las tierras fronterizas entre Epiro e Iliria, en una región interior que se llamaba Atintania, o probablemente cerca de ella. Se les ha descrito como una tribu epirota  que pertenecía al grupo griego noroccidental, o como tribu iliria. En ocasiones estuvieron subordinados a los molosos.

## Nombre
El sufijo -anes es bastante típico en el griego dórico noroccidental y se encuentra en varios etnónimos del Epiro (arktanes, atamanes, talaianes, etc.), pero también se encuentra en otras regiones griegas aparte del Epiro. A. J. Toynbee argumenta que el sufijo -anes quizá sugiere que el nombre atintanes pudo ser de origen griego. También afirma que dieron a los griegos el nombre de los Titanes, una raza de gigantes de la mitología griega. Toynbee ha relacionado su nombre con el etnikon tribal tintenos atestiguado en monedas e inscripciones, mientras que N. G. L. Hammond ha argumentado que está vinculado a los atintani ilirios, ya que según él tyntenoi es una forma jónica de atintani. La terminación -anes en griego dórico (-enes en jónico) es un rasgo típico en el nombre de varias tribus dóricas que participaron en las migraciones de la Edad Oscura griega (1100-800 a. C.), muchas de ellas originarias de Epiro.
Según Filos (2017), existe un consenso general en el mundo académico de que la población de habla griega del Epiro —incluidos los atintanes— hablaba una variedad dórica noroccidental similar a la hablada por varios pueblos vecinos del centro y oeste de Grecia. Papamichail (2020) afirma que existía una serie de variaciones en el habla de esas tribus, no obstante, su lengua se basaba en el griego dórico. N. G. L. Hammond (1977), que propuso la existencia de dos tribus homónimas distintas, los atintanes epirotas y los atintanes ilirios, afirmó que los atintanes epirotas hablaban griego al menos desde la época de la invasión dórica como el resto de tribus dóricas que comparten el sufijo común -anes en su nombre. Marjeta Šašel Kos (2005) ha argumentado que los atintanes hablaban una lengua similar a la de otras tribus del sur de Iliria que adquirieron cierto grado de helenización a través del contacto con sus vecinos griegos, también argumentó (2002) que era concebible que estuvieran estrechamente asociados en términos de lengua con esas tribus.